# Kožní maz

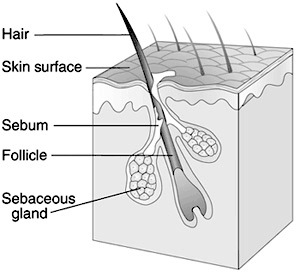
Vlasový folikul včetně mazových žláz

Kožní maz (lat. sebum) je olejovitá tělní tekutina vylučovaná mazovými žlázami. Lidský kožní maz je specifický svým množstvím i vlastnostmi; také akné je pouze záležitost lidského těla. Na čtvereční centimetr se udává v některých místech lidského těla až 150–300 µg kožního mazu. Nicméně platí, že určitý typ kožního mazu se vyskytuje u většiny savců.

## Složení
Kožní maz se vylučuje na povrch pokožky a mísí se zde mimo jiné se sekretem potních žláz. U člověka na povrchu těla vytváří vrstvu o pH 4–6, což funguje jako ochrana těla před infekcí některými patogenními mikroby. Mimo to maz snižuje ztráty vody z kůže a udržuje vlhkost kůže. U člověka se udává přibližně toto složení:
- triglyceridy – 45%
- vosky – 25%
- skvalen – 12%
- volné mastné kyseliny – 10%
- cholesterol a estery sterolů – 4%
- diglyceridy – 2%

## Produkce
Lidská mazová žláza je alveolus (váček) obklopený na obvodu plochými buňkami bohatými na ribozomy. Tyto buňky se množí a postupně se dostávají do střední části alveolu, kde se plní tukovými kapénkami a postupně odumírají. Z těchto odumřelých buněk vzniká kožní maz. Ten se dostává díky stahům hladkých svalů (arrector pili) do vlasového folikulu a odtud na povrch pokožky. Výživný kožní maz je jedním z důvodů pro vznik zánětů folikulu (folikulitid) a akné.
Množství vylučovaného tuku je proměnlivé. Vysokých hladin dosahuje u novorozenců, zatímco u dětí je činnost mazových žláz nižší. V pubertě opět množství vylučovaného tuku stoupá. U žen dosahuje maxima v 20–40 letech, u mužů v 30–50 letech. Vylučování mazu kontroluje také hladina testosteronu (u mužů) a androgenů z nadledvin (u žen).